# Walenstadt
Walenstadt je obec ve švýcarském kantonu St. Gallen. Nachází se na jihovýchodě kantonu, na břehu jezera Walensee. Žije zde přibližně 5 700 obyvatel.

## Geografie
Žulové a verukánové balvany a ledovcové strže ukazují, že během poslední doby ledové pokrýval led dno dnešního údolí řeky Seez až do výšky 1400 metrů. Když ledové masy roztály, vytvořily se potoky, které padají po strmých svazích masivu Churfirstenu. Směrem na jih klesá Churfirsten téměř kolmo z výšky 2306 m k Walenstadtbergu a jezeru Walensee, které je dnes v nadmořské výšce 419 m. Masiv Churfirsten se nachází severně od Walenstadtu.
Až do takzvané korekce Linthu byla jediným odtokem Walensee řeka Maag, do níž se Linth vléval. Kvůli ucpání řeky bahnem a nánosy docházelo v 18. a 19. století ve Walenstadtu a Weesenu k častým záplavám. V roce 1811 navrhl švýcarský stavební inženýr Hans Conrad Escher opravu koryta Linthu, který přitékal z Glarusu, do Walenského jezera a nový umělý Linthský kanál jako odtok z Walenského jezera do Curyšského jezera. Dokončení velké korekce Linthu proběhlo v roce 1816. Od poloviny roku 1850 se prosazovalo odsolování údolí Seez. Dřívější odtok z Walenského jezera se nazýval Maag, odtok z Curyšského jezera se dosud nazývá Limmat (zkrácenina názvů Linth/Maag: Limmat).
Na sever od Walenstadtu leží Alt St. Johann, na východě Grabs, na jihu Flums a na západě, při hranici s jezerem Walensee, obec Quarten.

## Historie

Walenstadt (1934)

Nejstarší jméno Walenstadtu znělo Ripa Vualastad (Ripa = břeh). Objevilo se v roce 831 n. l. v seznamu držav franského krále Ludvíka I. Pobožného. Kolem Walenstadtu kdysi vedla jedna z obchodních římských cest. Oblast kolem jezera byla v té době ještě převážně románská.
Rétorománština se mísila s jinými jazyky, takže se z názvu Ripa stala Riva. Když Alamani postoupili k Weesenu, zjistili, že do dnešního Walenstadtu se dá dostat pouze lodí, protože Churfirsten a Kerenzerberg jsou příliš strmé. Když tam dorazili, nerozuměli řeči obyvatel Walenstadtu, a tak změnili Riva Vuahalastad na Vualahastade, což znamená „valašský břeh“ (Welsch byl jiný název pro románštinu neboli latinu). Dnešnímu jezeru Walensee říkali Vuahalasee, tedy „Velšské jezero“. Postupem času se název města změnil na Vuahalastad, poté na Wallastatt a nakonec na Wallenstadt.

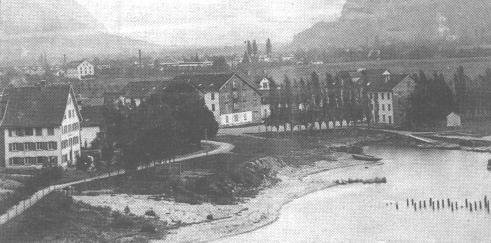
Přístav Walenstadt (cca 1900)

Ve středověku končila ve Walenstadtu vodní cesta z Rýna přes Curyšské jezero k jezeru Walensee až do Itálie. Od Walenstadtu se v přístavu Sust muselo zboží překládat z lodí na povozy. Byla to jediná dopravní cesta, protože před rokem 1848 neexistovala žádná pozemní cesta z Weesenu do Walenstadtu. Proto měli příslušní majitelé Walenstadtu a Weesenu veškerou nákladní dopravu pod svou kontrolou. Kyburgové o této strategické výhodě věděli a obě města ve středověku převedli do svého vlastnictví. V letech 1240 až 1260 byly ve Weesenu a Walenstadtu postaveny městské hradby. Brány, věže a vlastní městský příkop měly obě města zabezpečit před válkou. V roce 1271 zdědil kyburské panství hrabě Rudolf I. Habsburský. V roce 1462 byl soudní okres Walenstadt vyčleněn z habsburského panství Windegg a byl spravován Starou konfederací. Habsburské v roce 1483 koupili od posledního hraběte z Werdenbergu-Sargansu hrabství Sargans a spojili je s Walenstadtem do sargansského hejtmanství. Až do roku 1798 spravoval Walenstadt ze Sargans soudní vykonavatel. Městská rada Walenstadtu si však ponechala nižší soud, zatímco spolkový soudce v Sargans vykonával vrchnostenskou pravomoc. Dne 3. března 1798 udělili konfederáti Walenstadtu svobodu. V důsledku nuceného přijetí helvétské ústavy byla tato samostatnost ukončena již 4. června 1798, kdy vstoupil v platnost zákon o novém zřízení kantonů. Tímto zákonem se Walenstadt stal součástí Helvétské republiky a nově vytvořeného kantonu Linth. Zprostředkovaně v roce 1803 se Walenstadt stal součástí kantonu St. Gallen.
Bývalé habsburské obce Oberterzen, Mols, Walenstadtberg a Walenstadt tvořily soudní okres Walenstadt. Tím získali občané Walenstadtu mnohá privilegia oproti občanům Ausburgu. Soudní okres spravoval rychtář a městská rada, kterou zastupovali občané Walenstadtu, Molsu a Oberterzenu. Protože koryto řeky Linth se kvůli velkému množství písku a bahna zvedlo, byl na počátku novověku odtok Walenského jezera znemožněn. Několik tisíc hektarů půdy se proměnilo v bažiny a obyvatelům Walenstadtu hrozila malárie.
V roce 1952 byl název místa opraven na dnešní Walenstadt, starý název Wallenstadt lze dosud přečíst na průčelí walenstadtské tkalcovny.

## Obyvatelstvo

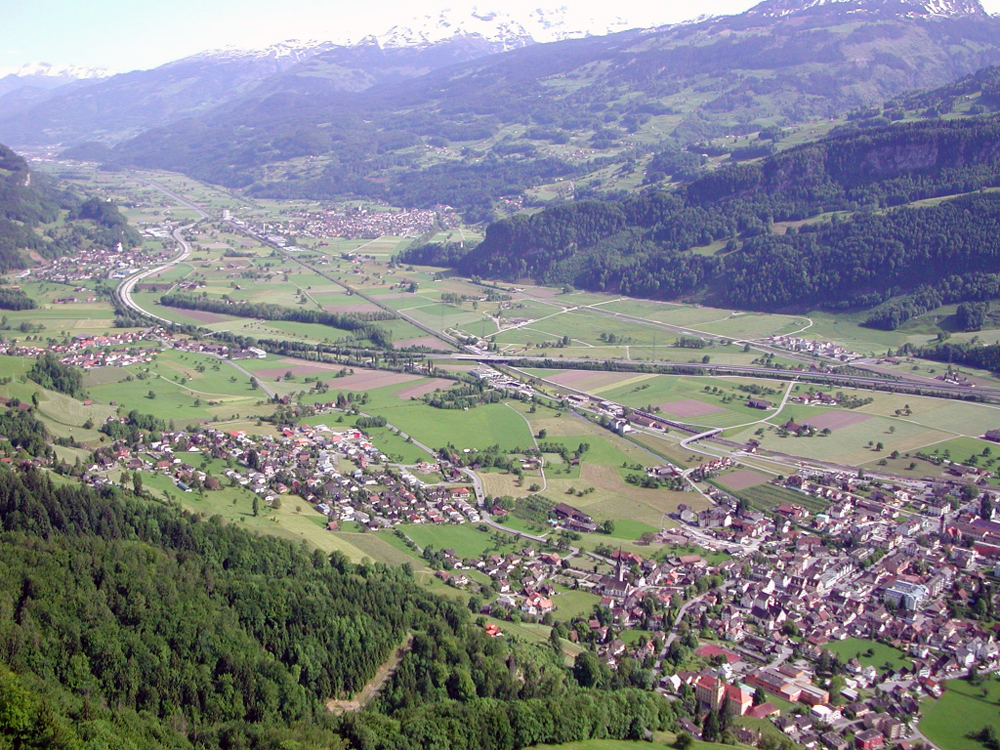
Pohled od Walenstadtu směr Sargans

| Rok            | 1850 | 1900 | 1950 | 2000 | 2010 | 2020 |
| Počet obyvatel | 1868 | 2994 | 3349 | 4532 | 5255 | 5698 |

## Doprava

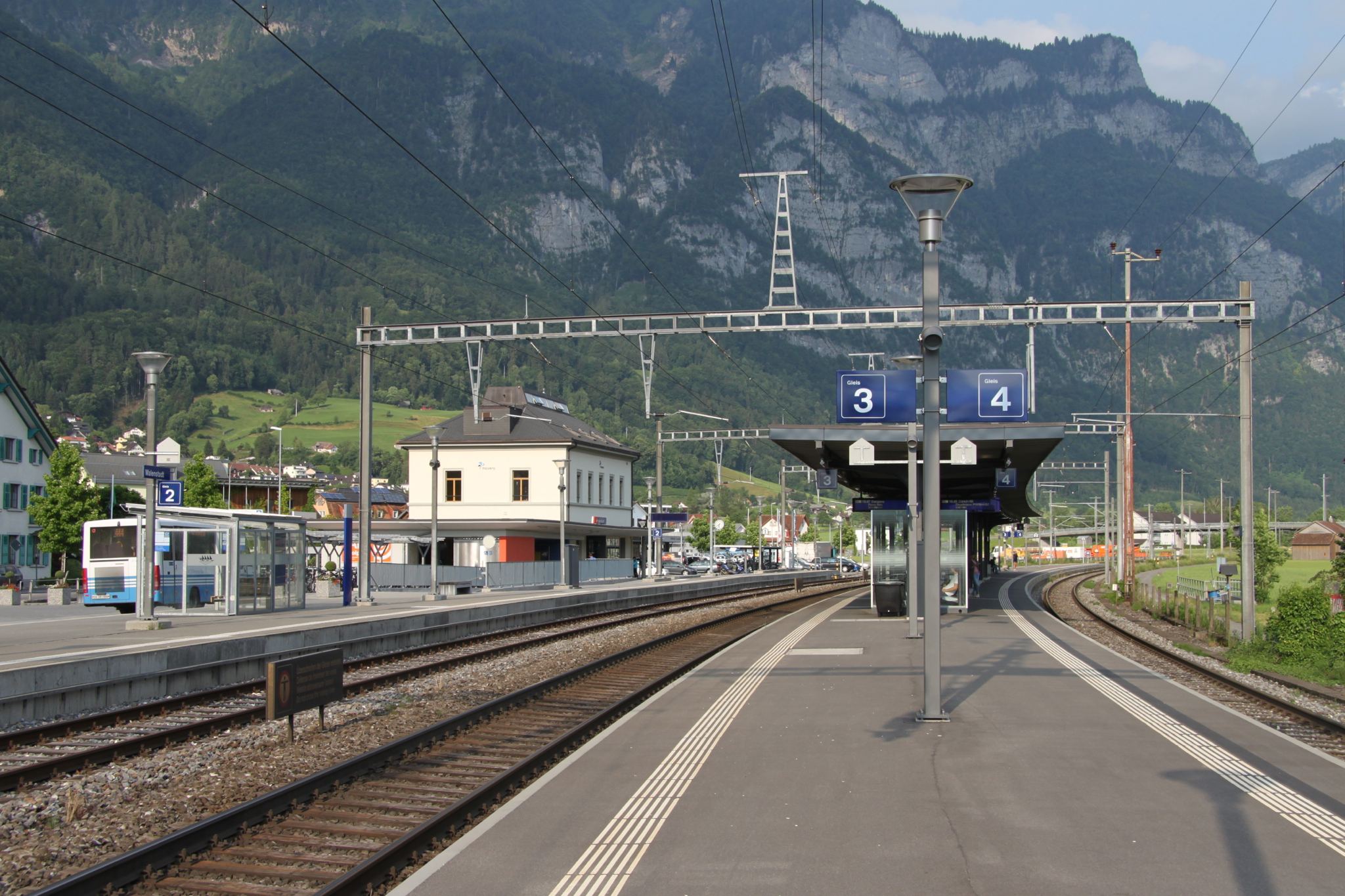
Železniční stanice Walenstadt

Walenstadt je napojen na dálniční síť prostřednictvím dálnice A3 poloviční křižovatkou (do a z Curychu). Hlavní silnice Walenseestrasse, která vede ze Sargans do Murgu, je pro Walenstadt tangenciální. Obce Berschis, Tscherlach a Walenstadtberg jsou propojeny místními silnicemi. Dopravě ve městě dominuje ulice Bahnhofstrasse.
Ve Walenstadtu je rozsáhlá autobusová síť, která spojuje Walenstadt s obcí Flums a výše položenou vesnicí Walenstadtberg. Společnost Schweizerische Südostbahn, založená v září 1853, chtěla vybudovat trať Sargans–Rapperswil, ale z jejích plánů kvůli finančním problémům sešlo. Nakonec byla v roce 1859 otevřena železniční trať Sargans–Ziegelbrücke, která byla v roce 1927 elektrifikována. V roce 2004 byla nádraží v Mühlehornu, Unterterzenu a Walenstadtu přestavěna na samoobslužná. Nádraží Walenstadt dostalo v letech 2003–2004 další nástupiště a výpravní budova se službami pro cestující byla uzavřena. Zabezpečovací zařízení bylo modernizováno a stanice je nyní dálkově řízena z Churu.
Regionální vlaky do Sargans–Chur a Ziegelbrücke zastavují ve stanici Walenstadt každou hodinu. Na jezeře Walensee je přístav pro soukromé lodě a turistickou loď. Ta spojuje Walenstadt s vesnicemi Murg, Mols, Unterterzen, Quinten, Au a Weesen na jezeře Walensee.
V rámci projektu S-Bahn St. Gallen bylo do roku 2013 plánováno propojení Walenstadtu a Flumsu vlaky v půlhodinovém intervalu. Od jízdního řádu 2014, který byl zaveden 15. prosince 2013, zastavují ve stanici Walenstadt jednou za hodinu v obou směrech vlaky linky S4 (které jezdí jako okružní vlak do St. Gallenu) a RegioExpress Curych–Chur.

## Osobnosti
- Marco Pfiffner (* 1994), lichtenštejnský lyžař